# IC 1725
IC 1725 је спирална галаксија у сазвјежђу Рибе која се налази на листи објеката дубоког неба у Индекс каталогу.
Деклинација објекта је + 21° 46' 36" а ректасцензија 1h 45m 11,9s. Привидна величина (магнитуда) објекта IC 1725 износи 14,6 а фотографска магнитуда 15,3. IC 1725 је још познат и под ознакама CGCG 460-22, CGCG 482-9, PGC 6432.